# Hrabstwo Dixon
Hrabstwo Dixon (ang. Dixon County) – hrabstwo w stanie Nebraska w Stanach Zjednoczonych. Obszar całkowity hrabstwa obejmuje powierzchnię 482,90 mil2 (1 250,71 km²). Według danych z 2010 r. hrabstwo miało 6 000 mieszkańców. Hrabstwo powstało w 1856 roku, a jego nazwa pochodzi od nazwiska, pierwszych białych osadników na tych terenach.

## Sąsiednie hrabstwa
- Hrabstwo Union (Dakota Południowa) (północny wschód)
- Hrabstwo Dakota (wschód)
- Hrabstwo Thurston (południowy wschód)
- Hrabstwo Wayne (południowy zachód)
- Hrabstwo Cedar (zachód)
- Hrabstwo Clay (Dakota Południowa) (północny zachód)

## Miasta
- Ponca
- Wakefield

## Wioski
- Allen
- Concord
- Dixon
- Martinsburg
- Maskell
- Newcastle
- Waterbury